# رپس ویت بستویک
رپس ویت بستویک (به انگلیسی: Repps with Bastwick) یک روستا و محله مدنی در بریتانیا است که در Great Yarmouth واقع شده‌است. رپس ویت بستویک ۵٫۱۰ کیلومتر مربع مساحت و ۳۹۱ نفر جمعیت دارد.